# Max Schloessinger
Max Schloessinger (ou Schlössinger), né en 1877 à Heidelberg et mort en 1944 à New York, est un philologue et théologien juif allemand du XXe siècle.

## Biographie
Max Schloessinger reçoit son éducation à l'école publique, puis au Gymnase de Heidelberg, et entre à l'université de cette ville, puis à celles de Vienne et de Berlin, où il est promu docteur en 1901. Il mène en parallèle des études à l'Israelitisch-Theologische Lehranstalt de Vienne, puis au Veitel-Heine-Ephraim'sche Lehranstalt, et au Lehranstalt für die Wissenschaft des Judenthums, à Berlin où il est ordonné rabbin en 1903.
Il partit cette année-là à New York, et rejoint le comité éditorial de la Jewish Encyclopedia, dont il démissionne un an plus tard, lorsqu'il accepte le poste de bibliothécaire et instructeur en exégèse rabbinique au Hebrew Union College de Cincinnati.
Sioniste militant aux États-Unis et aux Pays-Bas, il émigre en terre d'Israël en 1915, et y demeure jusqu'en 1939, année à laquelle il retourne à New York. Au cours de son séjour en Palestine ottomane puis mandataire, il œuvre avec son épouse à l'établissement et l'encadrement de l'Université hébraïque de Jérusalem. Un Max Schloessinger Memorial Fund a été créé dans cette université afin de faciliter la publication de textes et de littérature arabes, ainsi que d'études de l'islam et de l'histoire du Moyen-Orient.

## Œuvres
- Ibn Kaisan's Commentar zur Mo'allaqa des 'Amr ibn Kultum nach einer Berliner Handschrift, imprimé dans le Zeitschrift für Assyriologie und Verwandte Gebiete, vol. xvi., part i., p. 15 et suivantes, Strasbourg, 1901
- The Ritual of Eldad ha-Dani, Kessinger Publishing (rééd. juillet 2007)